# Copa Colombia 2021
La Copa Colombia 2021 (conocida como Copa BetPlay Dimayor 2021 por motivos de patrocinio) fue la decimonovena edición del torneo nacional de Copa organizado por la División Mayor del Fútbol Colombiano que enfrenta a los clubes de las categorías Primera A y Primera B del fútbol en Colombia. El campeón del torneo obtuvo un cupo para la Copa Libertadores 2022.

## Sistema de juego
Para esta edición, se mantiene el sistema de juego del año pasado, es decir, partidos de eliminación directa entre los equipos de la Primera B, y después entre estos contra los equipos de la Primera A no clasificados a torneos internacionales. 
Las primeras dos fases serán de eliminatoria entre los equipos de segunda división y para la tercera fase ingresarán los 10 equipos de la Primera A que no tienen participación internacional. En octavos de final, se sumarán los ocho representantes del país en Libertadores y Sudamericana y el mejor equipo de la temporada 2020 sin participación internacional, esto último debido a la desafiliación vigente del Cúcuta Deportivo. Todos los partidos se jugarán en llaves de ida y vuelta, incluida la final.

## Equipos participantes
Estos son los equipos participantes para la edición de 2021 según el orden de aparición en el torneo.
| Categoría Primera B | Categoría Primera B |
| Fase I | Fase I |
| --- | --- |
| - Cortuluá - Real Cartagena - Deportes Quindío - Itagüí Leones - Bogotá F. C. - Fortaleza CEIF - Tigres F. C. - Llaneros | - Atlético Huila - Unión Magdalena - Barranquilla F. C. - Valledupar F. C. - Real Santander - Atlético F. C. - Boca Juniors de Cali - Orsomarso |

| Categoría Primera A | Categoría Primera A |
| Fase III | Octavos de final |
| --- | --- |
| - Independiente Medellín - Envigado F. C. - Alianza Petrolera - Atlético Bucaramanga - Once Caldas - Patriotas - Jaguares - Deportivo Pereira - Boyacá Chicó - Millonarios | - América de Cali - Santa Fe - Junior - Atlético Nacional - Deportivo Pasto - Deportes Tolima - La Equidad - Deportivo Cali - Águilas Doradas |

## Primeras fases

### Fase I
Se enfrentan los 16 equipos de la Categoría Primera B 2021 organizados en ocho llaves teniendo en cuenta la tabla de reclasificación del 2020, donde los ocho mejores clubes serán cabeza de serie de cada llave; los ocho equipos restantes serán sorteados en las llaves.
| Cabezas de serie | A sortear |
| --- | --- |
| - Atlético Huila - Cortuluá - Deportes Quindío - Unión Magdalena - Valledupar F. C. - Bogotá F. C. - Itagüí Leones - Llaneros | - Fortaleza CEIF - Real Santander - Orsomarso - Boca Juniors de Cali - Atlético F. C. - Tigres F. C. - Real Cartagena - Barranquilla F. C. |

| Fechas           | Local ida            | Global | Local vuelta     | Ida | Vuelta | Llave |
| ---------------- | -------------------- | ------ | ---------------- | --- | ------ | ----- |
| 11 y 17 de marzo | Real Cartagena       | 5:3    | Atlético Huila   | 2:1 | 3:2    | A     |
| 11 y 17 de marzo | Real Santander       | 3:2    | Cortuluá         | 1:1 | 2:1    | B     |
| 10 y 17 de marzo | Barranquilla F. C.   | 2:1    | Deportes Quindío | 1:1 | 1:0    | C     |
| 18 y 25 de marzo | Boca Juniors de Cali | 2:1    | Unión Magdalena  | 1:0 | 1:1    | D     |
| 10 y 17 de marzo | Orsomarso            | 0:1    | Valledupar F. C. | 0:0 | 0:1    | E     |
| 10 y 17 de marzo | Tigres F. C.         | 2:1    | Bogotá F. C.     | 0:1 | 2:0    | F     |
| 11 y 17 de marzo | Fortaleza CEIF       | 1:2    | Itagüí Leones    | 0:0 | 1:2    | G     |
| 10 y 17 de marzo | Atlético F. C.       | 0:4    | Llaneros         | 0:0 | 0:4    | H     |

### Fase II
Se enfrentan los 8 ganadores de la fase 1, Llave A: Ganador Llave A vs Ganador Llave H; Llave B: Ganador Llave B vs Ganador Llave G; Llave C: Ganador Llave C vs Ganador Llave F; Llave D: Ganador Llave D vs Ganador Llave E.
Serán locales en los partidos de vuelta los clubes que hayan accedido a la Fase II con mejor puntuación, teniendo en cuenta todos los elementos de desempate.
| Fechas           | Local ida            | Global | Local vuelta       | Ida | Vuelta | Llave |
| ---------------- | -------------------- | ------ | ------------------ | --- | ------ | ----- |
| 14 y 21 de abril | Real Cartagena       | 0:1    | Llaneros           | 0:0 | 0:1    | A     |
| 14 y 21 de abril | Itagüí Leones        | 1:5    | Real Santander     | 1:3 | 0:2    | B     |
| 15 y 22 de abril | Tigres F. C.         | 1:4    | Barranquilla F. C. | 1:1 | 0:3    | C     |
| 14 y 22 de abril | Boca Juniors de Cali | 4:3    | Valledupar F. C.   | 0:2 | 4:1    | D     |

### Fase III
En esta fase participan los cuatro clubes ganadores de la fase anterior más 10 equipos de Primera División ubicados en la posición 10 a 19 de la tabla de reclasificación del 2020. Los equipos ubicados en las posiciones 13 a 19 juegan de local el partido de ida.
| Cabezas de serie | A sortear |
| --- | --- |
| - Llaneros - Real Santander - Barranquilla F. C. - Boca Juniors de Cali - Millonarios - Once Caldas - Envigado F. C. | - Boyacá Chicó - Patriotas - Jaguares - Deportivo Pereira - Alianza Petrolera - Independiente Medellín - Atlético Bucaramanga |

| Fechas                    | Local ida              | Global       | Local vuelta         | Ida | Vuelta | Llave |
| ------------------------- | ---------------------- | ------------ | -------------------- | --- | ------ | ----- |
| 29 de julio y 5 de agosto | Boyacá Chicó           | 3:4          | Llaneros             | 1:2 | 2:2    | A     |
| 28 de julio y 4 de agosto | Patriotas              | 3:3 (5:4 p.) | Real Santander       | 1:0 | 2:3    | B     |
| 29 de julio y 5 de agosto | Jaguares               | 3:2          | Barranquilla F. C.   | 3:0 | 0:2    | C     |
| 29 de julio y 5 de agosto | Deportivo Pereira      | 2:0          | Boca Juniors de Cali | 1:0 | 1:0    | D     |
| 4 y 18 de agosto          | Alianza Petrolera      | 2:1          | Millonarios          | 1:0 | 1:1    | E     |
| 28 de julio y 4 de agosto | Independiente Medellín | 4:2          | Once Caldas          | 1:1 | 3:1    | F     |
| 28 de julio y 5 de agosto | Atlético Bucaramanga   | 3:2          | Envigado F. C.       | 1:1 | 2:1    | G     |

## Fase final

### Sorteo de emparejamientos
Los emparejamientos de la Fase IV, Octavos de final, fueron definidos en un sorteo una vez finalizada la tercera fase del torneo, donde los siete equipos ganadores de las llaves de la fase anterior más Águilas Doradas (el club mejor ubicado en la tabla de reclasificacion del 2020 entre aquellos que no clasificaron a torneo internacional), se cruzaron con los otros ocho clasificados (ocho equipos clasificados a torneos internacionales). En consecuencia, las llaves se definieron con los siguientes bolilleros de equipos clasificados:
| Cabezas de serie | A sortear |
| --- | --- |
| - Llaneros - Patriotas - Jaguares - Deportivo Pereira - Alianza Petrolera - Independiente Medellín - Atlético Bucaramanga - Águilas Doradas | - América de Cali - Santa Fe - Atlético Nacional - Junior - Deportes Tolima - La Equidad - Deportivo Pasto - Deportivo Cali |

### Cuadro de desarrollo
|  | Octavos de final                                     | Octavos de final                                     | Octavos de final                                     |                        |   | Cuartos de final                                         | Cuartos de final                                         | Cuartos de final                                         |  |  | Semifinales                                    | Semifinales                                    | Semifinales                                    |  |  | Final                                          | Final                                          | Final                                          |
|  | 25 y 26 de agosto (ida) 1 y 2 de septiembre (vuelta) | 25 y 26 de agosto (ida) 1 y 2 de septiembre (vuelta) | 25 y 26 de agosto (ida) 1 y 2 de septiembre (vuelta) |                        |   | 8 y 9 de septiembre (ida) 15 y 16 de septiembre (vuelta) | 8 y 9 de septiembre (ida) 15 y 16 de septiembre (vuelta) | 8 y 9 de septiembre (ida) 15 y 16 de septiembre (vuelta) |  |  | 6 de octubre (ida) 20 y 21 de octubre (vuelta) | 6 de octubre (ida) 20 y 21 de octubre (vuelta) | 6 de octubre (ida) 20 y 21 de octubre (vuelta) |  |  | 10 de noviembre (ida) 24 de noviembre (vuelta) | 10 de noviembre (ida) 24 de noviembre (vuelta) | 10 de noviembre (ida) 24 de noviembre (vuelta) |
|  |                                                      |                                                      |                                                      |                        |   |                                                          |                                                          |                                                          |  |  |                                                |                                                |                                                |  |  |                                                |                                                |                                                |
|  |                                                      |                                                      |                                                      |                        |   |                                                          |                                                          |                                                          |  |  |                                                |                                                |                                                |  |  |                                                |                                                |                                                |
|  |                                                      |                                                      |                                                      |                        |   |                                                          |                                                          |                                                          |  |  |                                                |                                                |                                                |  |  |                                                |                                                |                                                |
|  | Deportivo Pereira                                    | 3                                                    | 2                                                    |                        |   |                                                          |                                                          |                                                          |  |  |                                                |                                                |                                                |  |  |                                                |                                                |                                                |
|  | Deportivo Pereira                                    | 3                                                    | 2                                                    |                        |   |                                                          |                                                          |                                                          |  |  |                                                |                                                |                                                |  |  |                                                |                                                |                                                |
|  | Junior                                               | 4                                                    | 0                                                    |                        |   |                                                          |                                                          |                                                          |  |  |                                                |                                                |                                                |  |  |                                                |                                                |                                                |
|  | Junior                                               | 4                                                    | 0                                                    | Deportivo Pereira (p.) | 2 | 2 (2)                                                    |                                                          |                                                          |  |  |                                                |                                                |                                                |  |  |                                                |                                                |                                                |
|  |                                                      |                                                      |                                                      |                        | 2 | 2 (2)                                                    |                                                          |                                                          |  |  |                                                |                                                |                                                |  |  |                                                |                                                |                                                |
|  |                                                      | Deportivo Pasto                                      | 3                                                    | 1 (1)                  |   |                                                          |                                                          |                                                          |  |  |                                                |                                                |                                                |  |  |                                                |                                                |                                                |
|  | Alianza Petrolera                                    | Deportivo Pasto                                      | 3                                                    | 1 (1)                  | 1 | 2                                                        |                                                          |                                                          |  |  |                                                |                                                |                                                |  |  |                                                |                                                |                                                |
|  | Alianza Petrolera                                    |                                                      |                                                      |                        | 1 | 2                                                        |                                                          |                                                          |  |  |                                                |                                                |                                                |  |  |                                                |                                                |                                                |
|  | Deportivo Pasto                                      | 3                                                    | 3                                                    |                        |   |                                                          |                                                          |                                                          |  |  |                                                |                                                |                                                |  |  |                                                |                                                |                                                |
|  | Deportivo Pasto                                      | 3                                                    | 3                                                    | Deportivo Pereira      | 0 | 1 (5)                                                    |                                                          |                                                          |  |  |                                                |                                                |                                                |  |  |                                                |                                                |                                                |
|  |                                                      |                                                      |                                                      |                        | 0 | 1 (5)                                                    |                                                          |                                                          |  |  |                                                |                                                |                                                |  |  |                                                |                                                |                                                |
|  |                                                      | Deportes Tolima                                      | 0                                                    | 1 (4)                  |   |                                                          |                                                          |                                                          |  |  |                                                |                                                |                                                |  |  |                                                |                                                |                                                |
|  | Águilas Doradas                                      | Deportes Tolima                                      | 0                                                    | 1 (4)                  | 0 | 0                                                        |                                                          |                                                          |  |  |                                                |                                                |                                                |  |  |                                                |                                                |                                                |
|  | Águilas Doradas                                      |                                                      |                                                      |                        | 0 | 0                                                        |                                                          |                                                          |  |  |                                                |                                                |                                                |  |  |                                                |                                                |                                                |
|  | Deportes Tolima                                      | 1                                                    | 0                                                    |                        |   |                                                          |                                                          |                                                          |  |  |                                                |                                                |                                                |  |  |                                                |                                                |                                                |
|  | Deportes Tolima                                      | 1                                                    | 0                                                    | Deportes Tolima        | 0 | 2                                                        |                                                          |                                                          |  |  |                                                |                                                |                                                |  |  |                                                |                                                |                                                |
|  |                                                      |                                                      |                                                      |                        | 0 | 2                                                        |                                                          |                                                          |  |  |                                                |                                                |                                                |  |  |                                                |                                                |                                                |
|  |                                                      | La Equidad                                           | 0                                                    | 0                      |   |                                                          |                                                          |                                                          |  |  |                                                |                                                |                                                |  |  |                                                |                                                |                                                |
|  | Llaneros                                             | La Equidad                                           | 0                                                    | 0                      | 0 | 0                                                        |                                                          |                                                          |  |  |                                                |                                                |                                                |  |  |                                                |                                                |                                                |
|  | Llaneros                                             |                                                      |                                                      |                        | 0 | 0                                                        |                                                          |                                                          |  |  |                                                |                                                |                                                |  |  |                                                |                                                |                                                |
|  | La Equidad                                           | 1                                                    | 0                                                    |                        |   |                                                          |                                                          |                                                          |  |  |                                                |                                                |                                                |  |  |                                                |                                                |                                                |
|  | La Equidad                                           | 1                                                    | 0                                                    | Deportivo Pereira      | 0 | 1                                                        |                                                          |                                                          |  |  |                                                |                                                |                                                |  |  |                                                |                                                |                                                |
|  |                                                      |                                                      |                                                      |                        | 0 | 1                                                        |                                                          |                                                          |  |  |                                                |                                                |                                                |  |  |                                                |                                                |                                                |
|  |                                                      | Atlético Nacional                                    | 5                                                    | 0                      |   |                                                          |                                                          |                                                          |  |  |                                                |                                                |                                                |  |  |                                                |                                                |                                                |
|  | Patriotas                                            | Atlético Nacional                                    | 5                                                    | 0                      | 0 | 1                                                        |                                                          |                                                          |  |  |                                                |                                                |                                                |  |  |                                                |                                                |                                                |
|  | Patriotas                                            |                                                      |                                                      |                        | 0 | 1                                                        |                                                          |                                                          |  |  |                                                |                                                |                                                |  |  |                                                |                                                |                                                |
|  | Atlético Nacional                                    | 3                                                    | 2                                                    |                        |   |                                                          |                                                          |                                                          |  |  |                                                |                                                |                                                |  |  |                                                |                                                |                                                |
|  | Atlético Nacional                                    | 3                                                    | 2                                                    | Atlético Nacional (p.) | 1 | 1 (3)                                                    |                                                          |                                                          |  |  |                                                |                                                |                                                |  |  |                                                |                                                |                                                |
|  |                                                      |                                                      |                                                      |                        | 1 | 1 (3)                                                    |                                                          |                                                          |  |  |                                                |                                                |                                                |  |  |                                                |                                                |                                                |
|  |                                                      | Santa Fe                                             | 2                                                    | 0 (1)                  |   |                                                          |                                                          |                                                          |  |  |                                                |                                                |                                                |  |  |                                                |                                                |                                                |
|  | Atlético Bucaramanga                                 | Santa Fe                                             | 2                                                    | 0 (1)                  | 0 | 0                                                        |                                                          |                                                          |  |  |                                                |                                                |                                                |  |  |                                                |                                                |                                                |
|  | Atlético Bucaramanga                                 |                                                      |                                                      |                        | 0 | 0                                                        |                                                          |                                                          |  |  |                                                |                                                |                                                |  |  |                                                |                                                |                                                |
|  | Santa Fe                                             | 1                                                    | 1                                                    |                        |   |                                                          |                                                          |                                                          |  |  |                                                |                                                |                                                |  |  |                                                |                                                |                                                |
|  | Santa Fe                                             | 1                                                    | 1                                                    | Atlético Nacional      | 2 | 1                                                        |                                                          |                                                          |  |  |                                                |                                                |                                                |  |  |                                                |                                                |                                                |
|  |                                                      |                                                      |                                                      |                        | 2 | 1                                                        |                                                          |                                                          |  |  |                                                |                                                |                                                |  |  |                                                |                                                |                                                |
|  |                                                      | Deportivo Cali                                       | 2                                                    | 0                      |   |                                                          |                                                          |                                                          |  |  |                                                |                                                |                                                |  |  |                                                |                                                |                                                |
|  | Independiente Medellín                               | Deportivo Cali                                       | 2                                                    | 0                      | 2 | 1                                                        |                                                          |                                                          |  |  |                                                |                                                |                                                |  |  |                                                |                                                |                                                |
|  | Independiente Medellín                               |                                                      |                                                      |                        | 2 | 1                                                        |                                                          |                                                          |  |  |                                                |                                                |                                                |  |  |                                                |                                                |                                                |
|  | Deportivo Cali                                       | 2                                                    | 3                                                    |                        |   |                                                          |                                                          |                                                          |  |  |                                                |                                                |                                                |  |  |                                                |                                                |                                                |
|  | Deportivo Cali                                       | 2                                                    | 3                                                    | Deportivo Cali         | 2 | 1                                                        |                                                          |                                                          |  |  |                                                |                                                |                                                |  |  |                                                |                                                |                                                |
|  |                                                      |                                                      |                                                      |                        | 2 | 1                                                        |                                                          |                                                          |  |  |                                                |                                                |                                                |  |  |                                                |                                                |                                                |
|  |                                                      | América de Cali                                      | 2                                                    | 0                      |   |                                                          |                                                          |                                                          |  |  |                                                |                                                |                                                |  |  |                                                |                                                |                                                |
|  | Jaguares                                             | América de Cali                                      | 2                                                    | 0                      | 0 | 1 (5)                                                    |                                                          |                                                          |  |  |                                                |                                                |                                                |  |  |                                                |                                                |                                                |
|  | Jaguares                                             |                                                      |                                                      |                        | 0 | 1 (5)                                                    |                                                          |                                                          |  |  |                                                |                                                |                                                |  |  |                                                |                                                |                                                |
|  | América de Cali (p.)                                 | 0                                                    | 1 (6)                                                |                        |   |                                                          |                                                          |                                                          |  |  |                                                |                                                |                                                |  |  |                                                |                                                |                                                |

- Nota: En cada llave, el equipo que ocupa la primera línea fue el local en el partido de vuelta.
- En adelante, la hora de cada encuentro corresponde a la hora legal de Colombia (UTC-5).

### Octavos de final
| 25 de agosto - 14:00 | La Equidad  | 1:0 (0:0) | Llaneros | Estadio Metropolitano de Techo, Bogotá |                             |
|                      | Salazar 62' | Reporte   |          | Árbitro(s): Nolberto Ararat            | Árbitro(s): Nolberto Ararat |

| 1 de septiembre | Llaneros | 0:0     | La Equidad | Estadio Bello Horizonte, Villavicencio |                           |
| 15:00           |          | Reporte |            | Árbitro(s): Héctor Rivera              | Árbitro(s): Héctor Rivera |

| 25 de agosto | Deportes Tolima | 1:0 (0:0) | Águilas Doradas | Estadio Manuel Murillo Toro, Ibagué |                           |
| 19:00        | Miranda 56'     | Reporte   |                 | Árbitro(s): Nicolás Gallo           | Árbitro(s): Nicolás Gallo |

| 2 de septiembre | Águilas Doradas | 0:0     | Deportes Tolima | Estadio Alberto Grisales, Rionegro |                           |
| 18:00           |                 | Reporte |                 | Árbitro(s): Mario Herrera          | Árbitro(s): Mario Herrera |

| 25 de agosto | Junior                                                          | 4:3 (1:0) | Deportivo Pereira                                        | Estadio Metropolitano, Barranquilla |                        |
| 18:00        | Martínez Borja 16' (pen.), 57' · Hinestroza 74' · Vásquez 90+3' | Reporte   | Castrillón 49' (pen.) · Arizala 61' · Fuentes 71' (a.g.) | Árbitro(s): Diego Ruiz              | Árbitro(s): Diego Ruiz |

| 1 de septiembre | Deportivo Pereira        | 2:0 (1:0) | Junior | Estadio Hernán Ramírez Villegas, Pereira |                             |
| 20:00           | Peralta 45+1' · León 80' | Reporte   |        | Árbitro(s): Wánder Mosquera              | Árbitro(s): Wánder Mosquera |

| 25 de agosto | Deportivo Pasto                      | 3:1 (2:0) | Alianza Petrolera | Estadio Departamental Libertad, Pasto |                             |
| 20:00        | Vanegas 24' · Tovar 34' · Rendón 64' | Reporte   | Alzáte 90+1'      | Árbitro(s): Wánder Mosquera           | Árbitro(s): Wánder Mosquera |

| 2 de septiembre | Alianza Petrolera       | 2:3 (1:2) | Deportivo Pasto           | Estadio Daniel Villa Zapata, Barrancabermeja |                             |
| 19:00           | Alzáte 22' · Molina 63' | Reporte   | Ayala 14' · Mena 20', 88' | Árbitro(s): Nolberto Ararat                  | Árbitro(s): Nolberto Ararat |

| 26 de agosto | Atlético Nacional                      | 3:0 (2:0) | Patriotas | Estadio Atanasio Girardot, Medellín |                          |
| 20:05        | Álvez 14' · Barrera 36' · Banguero 78' | Reporte   |           | Árbitro(s): Éder Vergara            | Árbitro(s): Éder Vergara |

| 2 de septiembre | Patriotas   | 1:2 (0:1) | Atlético Nacional | Estadio La Independencia, Tunja |                            |
| 18:00           | Murillo 68' | Reporte   | Álvez 24', 54'    | Árbitro(s): Kéiner Jiménez      | Árbitro(s): Kéiner Jiménez |

| 26 de agosto | Santa Fe   | 1:0 (1:0) | Atlético Bucaramanga | Estadio El Campín, Bogotá |                           |
| 14:00        | Herrera 7' | Reporte   |                      | Árbitro(s): Jorge Tabares | Árbitro(s): Jorge Tabares |

| 2 de septiembre | Atlético Bucaramanga | 0:1 (0:0) | Santa Fe      | Estadio Alfonso López, Bucaramanga |                           |
| 18:00           |                      | Reporte   | Caballero 85' | Árbitro(s): Nicolás Gallo          | Árbitro(s): Nicolás Gallo |

| 26 de agosto | América de Cali | 0:0     | Jaguares | Estadio Pascual Guerrero, Cali |                         |
| 18:00        |                 | Reporte |          | Árbitro(s): Jhon Ospina        | Árbitro(s): Jhon Ospina |

| 1 de septiembre | Jaguares                                                                   | 1:1 (0:1) (5:6 p.)         | América de Cali                                                      | Estadio Jaraguay, Montería |                            |
| 17:30           | Rojas 82'                                                                  | Reporte                    | Gómez 26'                                                            | Árbitro(s): David Espinosa | Árbitro(s): David Espinosa |
|                 |                                                                            | Tiros desde el punto penal |                                                                      |                            |                            |
|                 | Rojas · F. Mosquera · Scarpeta · Balanta · Lloreda · Marrufo · Altamiranda |                            | Torres · Andrade · Gómez · Quiñones · Carvajal · Novoa · E. Mosquera |                            |                            |

| 25 de agosto | Deportivo Cali             | 2:2 (1:1) | Independiente Medellín      | Estadio Deportivo Cali, Palmira |                           |
| 20:05        | Arroyo 11' · Gutiérrez 88' | Reporte   | Hernández 30' · Arregui 53' | Árbitro(s): Carlos Ortega       | Árbitro(s): Carlos Ortega |

| 2 de septiembre | Independiente Medellín | 1:3 (1:0) | Deportivo Cali                                    | Estadio Atanasio Girardot, Medellín |                          |
| 20:10           | López 25'              | Reporte   | Á. Rodríguez 72' · G. Rodríguez 79' (pen.), 90+5' | Árbitro(s): Luis Matorel            | Árbitro(s): Luis Matorel |

### Cuartos de final
| 9 de septiembre | La Equidad | 0:0     | Deportes Tolima | Estadio Metropolitano de Techo, Bogotá |                           |
| 14:00           |            | Reporte |                 | Árbitro(s): Jorge Tabares              | Árbitro(s): Jorge Tabares |

| 16 de septiembre | Deportes Tolima            | 2:0 (0:0) | La Equidad | Estadio Manuel Murillo Toro, Ibagué |                               |
| 17:30            | Albornoz 48' · Ramírez 52' | Reporte   |            | Árbitro(s): Bismarks Santiago       | Árbitro(s): Bismarks Santiago |

| 9 de septiembre | Deportivo Pasto                                 | 3:2 (1:1) | Deportivo Pereira               | Estadio Departamental Libertad, Pasto |                               |
| 20:30           | Florez 21' (a.g.) · Barbaro 61' · Escobar 90+3' | Reporte   | Castrillón 44' · D. Ramírez 85' | Árbitro(s): Lisandro Castillo         | Árbitro(s): Lisandro Castillo |

| 16 de septiembre | Deportivo Pereira                                  | 2:1 (1:0) (2:1 p.)         | Deportivo Pasto                                 | Estadio Hernán Ramírez Villegas, Pereira |                          |
| 20:00            | Castrillón 36' · E. Valencia 66'                   | Reporte                    | Quiñónes 90'                                    | Árbitro(s): Andrés Rojas                 | Árbitro(s): Andrés Rojas |
|                  |                                                    | Tiros desde el punto penal |                                                 |                                          |                          |
|                  | Castrillón · C. Ramírez · Gutiérrez · Ev. Valencia |                            | Duarte · Rendón · Ayala · D. Quiñones · Barbaro |                                          |                          |

| 8 de septiembre | Santa Fe                 | 2:1 (1:1) | Atlético Nacional | Estadio El Campín, Bogotá |                           |
| 20:05           | Osorio 40' · Herrera 50' | Reporte   | Gómez 15'         | Árbitro(s): Mario Herrera | Árbitro(s): Mario Herrera |

| 15 de septiembre | Atlético Nacional        | 1:0 (1:0) (3:1 p.)         | Santa Fe                           | Estadio Atanasio Girardot, Medellín |                           |
| 17:30            | Duque 28'                | Reporte                    |                                    | Árbitro(s): Edilson Ariza           | Árbitro(s): Edilson Ariza |
|                  |                          | Tiros desde el punto penal |                                    |                                     |                           |
|                  | Pabón · Banguero · Perea |                            | Moreno · Castro · Osorio · Pedroza |                                     |                           |

| 8 de septiembre | América de Cali | 2:2 (1:1) | Deportivo Cali              | Estadio Pascual Guerrero, Cali |                               |
| 18:00           | Ramos 43', 89'  | Reporte   | Menosse 29' · Gutiérrez 60' | Árbitro(s): Bismarks Santiago  | Árbitro(s): Bismarks Santiago |

| 15 de septiembre | Deportivo Cali      | 1:0 (1:0) | América de Cali | Estadio Deportivo Cali, Palmira |                          |
| 20:00            | Gutiérrez 6' (pen.) | Reporte   |                 | Árbitro(s): Luis Matorel        | Árbitro(s): Luis Matorel |

### Semifinales
| 6 de octubre | Deportes Tolima | 0:0     | Deportivo Pereira | Estadio Manuel Murillo Toro, Ibagué |                          |
| 18:00        |                 | Reporte |                   | Árbitro(s): Luis Matorel            | Árbitro(s): Luis Matorel |

| 20 de octubre | Deportivo Pereira                                  | 1:1 (0:1) (5:4 p.)         | Deportes Tolima                               | Estadio Hernán Ramírez Villegas, Pereira  |                                           |
| 17:30         | De La Rosa 85'                                     | Reporte                    | Plata 14'                                     | Árbitro(s): Jhon Ospina VAR: John Perdomo | Árbitro(s): Jhon Ospina VAR: John Perdomo |
|               |                                                    | Tiros desde el punto penal |                                               |                                           |                                           |
|               | Rojas · Gutiérrez · Castrillón · Navarro · Ramírez |                            | Gómez · Mosquera · Balanta · Albornoz · Plata |                                           |                                           |

| 6 de octubre | Deportivo Cali            | 2:2 (2:0) | Atlético Nacional     | Estadio Deportivo Cali, Palmira |                               |
| 20:00        | Colorado 7' · Velasco 34' | Reporte   | Álvez 72' · Perea 84' | Árbitro(s): Bismarks Santiago   | Árbitro(s): Bismarks Santiago |

| 21 de octubre | Atlético Nacional | 1:0 (0:0) | Deportivo Cali | Estadio Atanasio Girardot, Medellín              |                                                  |
| 20:00         | Duque 54'         | Reporte   |                | Árbitro(s): Carlos Ortega VAR: Nicolás Rodríguez | Árbitro(s): Carlos Ortega VAR: Nicolás Rodríguez |

### Final
| 10 de noviembre | Atlético Nacional                                         | 5:0 (2:0) | Deportivo Pereira | Estadio Atanasio Girardot, Medellín              |                                                  |
| 20:00           | Palacio 37' · Barrera 40' · Duque 50', 71' · Castro 90+1' | Reporte   |                   | Árbitro(s): Carlos Betancur VAR: Héider Castillo | Árbitro(s): Carlos Betancur VAR: Héider Castillo |

| 24 de noviembre | Deportivo Pereira | 1:0 (0:0) | Atlético Nacional | Estadio Hernán Ramírez Villegas, Pereira       |                                                |
| 20:00           | Ramírez 82'       | Reporte   |                   | Árbitro(s): Nicolás Gallo VAR: Héider Castillo | Árbitro(s): Nicolás Gallo VAR: Héider Castillo |

|                                      |
| Bandera de Colombia                  |
| Campeón Atlético Nacional 5.º título |

## Estadísticas

### Tabla general
| Pos. | Equipos                | PJ | PG | PE | PP | GF | GC | Dif. | Pts. | Rend.  |
| ---- | ---------------------- | -- | -- | -- | -- | -- | -- | ---- | ---- | ------ |
| 1.   | Atlético Nacional(n)   | 8  | 5  | 1  | 2  | 15 | 6  | 9    | 16   | 66.7 % |
| 2.   | Deportivo Pereira      | 10 | 5  | 2  | 3  | 13 | 14 | -1   | 17   | 56.7 % |
| 3.   | Deportes Tolima(n)     | 6  | 2  | 4  | 0  | 4  | 1  | 3    | 10   | 55.6 % |
| 4.   | Deportivo Cali(n)      | 6  | 2  | 3  | 1  | 10 | 8  | 2    | 9    | 50 %   |
| 5.   | Deportivo Pasto(n)     | 4  | 3  | 0  | 1  | 10 | 7  | 3    | 9    | 75 %   |
| 6.   | Santa Fe(n)            | 4  | 3  | 0  | 1  | 4  | 2  | 2    | 9    | 75 %   |
| 7.   | La Equidad(n)          | 4  | 1  | 2  | 1  | 1  | 2  | -1   | 5    | 41.7 % |
| 8.   | América de Cali(n)     | 4  | 0  | 3  | 1  | 3  | 4  | -1   | 3    | 25 %   |
| 9.   | Llaneros               | 8  | 3  | 4  | 1  | 9  | 4  | 5    | 13   | 54.2 % |
| 10.  | Jaguares               | 4  | 1  | 2  | 1  | 4  | 3  | 1    | 5    | 41.7 % |
| 11.  | Independiente Medellín | 4  | 1  | 2  | 1  | 7  | 7  | 0    | 5    | 41.7 % |
| 12.  | Atlético Bucaramanga   | 4  | 1  | 1  | 2  | 3  | 4  | -1   | 4    | 33.3 % |
| 13.  | Alianza Petrolera      | 4  | 1  | 1  | 2  | 5  | 7  | -2   | 4    | 33.3 % |
| 14.  | Junior(n)              | 2  | 1  | 0  | 1  | 4  | 5  | -1   | 3    | 50 %   |
| 15.  | Patriotas              | 4  | 1  | 0  | 3  | 4  | 8  | -4   | 3    | 25 %   |
| 16.  | Rionegro Águilas(n)    | 2  | 0  | 1  | 1  | 0  | 1  | -1   | 1    | 16.7 % |
| 17.  | Real Santander         | 6  | 4  | 1  | 1  | 11 | 6  | 3    | 13   | 72.2 % |
| 18.  | Barranquilla F. C.     | 6  | 3  | 2  | 1  | 8  | 5  | 3    | 11   | 61.1 % |
| 19.  | Boca Juniors de Cali   | 6  | 2  | 1  | 3  | 6  | 6  | 0    | 7    | 38.9 % |
| 20.  | Boyacá Chicó           | 2  | 0  | 1  | 1  | 3  | 4  | -1   | 1    | 16.7 % |
| 21.  | Envigado F. C.         | 2  | 0  | 1  | 1  | 2  | 3  | -1   | 1    | 16.7 % |
| 22.  | Millonarios            | 2  | 0  | 1  | 1  | 1  | 2  | -1   | 1    | 16.7 % |
| 23.  | Once Caldas            | 2  | 0  | 1  | 1  | 2  | 4  | -2   | 1    | 16.7 % |
| 24.  | Real Cartagena         | 4  | 2  | 1  | 1  | 5  | 4  | 1    | 7    | 58.3 % |
| 25.  | Valledupar F. C.       | 4  | 2  | 1  | 1  | 4  | 4  | 0    | 7    | 58.3 % |
| 26.  | Tigres F. C.           | 4  | 1  | 1  | 2  | 3  | 5  | -2   | 4    | 33.3 % |
| 27.  | Itagüí Leones          | 4  | 1  | 1  | 2  | 3  | 6  | -3   | 4    | 33.3 % |
| 28.  | Bogotá F. C.           | 2  | 1  | 0  | 1  | 1  | 2  | -1   | 3    | 50 %   |
| 29.  | Cortuluá               | 2  | 0  | 1  | 1  | 2  | 3  | -1   | 1    | 16.7 % |
| 30.  | Fortaleza CEIF         | 2  | 0  | 1  | 1  | 1  | 2  | -1   | 1    | 16.7 % |
| 31.  | Deportes Quindío       | 2  | 0  | 1  | 1  | 1  | 2  | -1   | 1    | 16.7 % |
| 32.  | Unión Magdalena        | 2  | 0  | 1  | 1  | 1  | 2  | -1   | 1    | 16.7 % |
| 33.  | Orsomarso              | 2  | 0  | 1  | 1  | 0  | 1  | -1   | 1    | 16.7 % |
| 34.  | Atlético F. C.         | 2  | 0  | 1  | 1  | 0  | 4  | -4   | 1    | 16.7 % |
| 35.  | Atlético Huila         | 2  | 0  | 0  | 2  | 3  | 5  | -2   | 0    | 0 %    |

Nota: América, Santa Fe, Atlético Nacional, Junior, Tolima, La Equidad, Pasto, Cali y Rionegro; están clasificados directamente a octavos de final, por lo que jugaron menos partidos que el resto de equipos.
|  |                                                 |
|  | Campeón. (Clasificado a Copa Libertadores 2022) |
|  | Finalista.                                      |
|  | Clasificados a semifinales.                     |
|  | Clasificados a cuartos de final.                |
|  | Clasificados a octavos de final.                |
|  | Eliminados en fases anteriores.                 |

### Goleadores
| Jugador            | Equipo                 | Goles |
| ------------------ | ---------------------- | ----- |
| Jonatan Álvez      | Atlético Nacional      | 4     |
| Bryan Castrillón   | Deportivo Pereira      | 4     |
| Jefferson Duque    | Atlético Nacional      | 4     |
| Franklin Navarro   | Real Cartagena         | 3     |
| Jairo Molina       | Alianza Petrolera      | 3     |
| Teófilo Gutiérrez  | Deportivo Cali         | 3     |
| Jarlan Barrera     | Atlético Nacional      | 2     |
| Adrián Ramos       | América de Cali        | 2     |
| Agustín Vuletich   | Independiente Medellín | 2     |
| Alejandro Quintana | Atlético Bucaramanga   | 2     |